# Maïlys Seydoux-Dumas
Maïlys Seydoux-Dumas, née le 22 juin 1967 à Saumur est une peintre française.

## Biographie
Maïlys Seydoux-Dumas naît le 22 juin 1967 à Saumur. En 1992 elle épouse l'artiste peintre Stéphane-Erouane Dumas. Elle vit, travaille à Paris et Varengeville-sur-Mer.

### Formation
Elle est diplômée de l'École nationale supérieure des arts décoratifs de Paris en 1993. Elle se forme à la  gravure dans l’atelier de Jean Clerté. À cette occasion, elle fait la rencontre de Jean Tardieu et réalisera pendant trois ans des gravures autour de ses poèmes réunies en portfolios.

### Carrière
Elle se consacre à la peinture avec notamment des séries explorant l'intime par le biais de portraits et d'autoportraits où reflets et miroirs prédominent.
À partir de 2017, elle fréquente les ateliers Idem Paris à Montparnasse où elle expérimente la technique de la lithographie et publie trois portfolios de lithographies monochromes et en couleur.
En 2020, elle démarre une collaboration avec les ateliers Neolice à Aubusson et entreprend la réalisation d'une série de six tapisseries intitulée Le Périple de l'étoile.[source insuffisante]
Ses dernières œuvres entretiennent un dialogue avec les textes et poèmes du sculpteur Haïm Kern, par le biais d'expositions et de catalogues réalisés en commun.

## Œuvres
(Quelques exemples, liste non exhaustive :)
- Intimité IV, 2004, huile sur toile 30 × 30 cm
- Fleurs de novembre, 2008, huile sur toile, 130 × 80 cm
- Stéphane et Maïlys, 2011, huile sur toile, 130 × 80 cm
- Quatre mains XVI, 2012, huile sur toile, 22 × 14 cm
- Derrière la vitre, 2013, huile sur toile, 65 × 92 cm
- Miroir brisé, 2014, huile sur toile 62 × 50 cm
- La peinture au couteau I, 2015, huile sur toile, 16 × 24 cm
- Enchantier XIV, 2016, huile sur toile, 80 × 80 cm
- Radeau V, celle qui ne se renverse pas, 2017, hst, 130 × 130 cm
- Le Grand lointain, 2018, huile sur papier, 25 × 32 cm
- Papiers d'identité, 2019, huile sur papier, 54 × 75 cm
- Acte I, présentation de la troupe, 2020, huile sur papier, 100 × 160 cm

## Expositions personnelles
- 2013 : To be or not to be, Galerie Koralewski, Paris.
- 2015 : Merveilles...merveilles, Galerie Koralewski, Paris.
- 2015 : Des Miroirs et des fenêtres, Mairie de Varengeville-sur-Mer[7].
- 2016 : Éclats[8], Galerie Fred Lanzenberg, Bruxelles (Ixelles)[9].
- 2017 : Claire-voie, Galerie Koralewski, Paris[10].
- 2019 : Histoire de peintre, Centre culturel Alexandre Dumas, Villers-Cotterêts.
- 2020 : Bleu Or Rose[11],[12], Galerie Sagot - Le Garrec[13], Paris.
- 2020 : Le rideau se lève aux Acacias, scènes d'atelier, Château de Varengeville-sur-Mer[14].
- 2020 : Au théâtre des objets[15], Galerie Sagot - Le Garrec[16], Paris.
- 2021 : A chacun son étoile, Théâtre Le Dôme[17], Saumur.
- 2022 : Une étoile au théâtre, Le Salon Vert[18], Carouge.
- 2024 : Les Quatre Saisons de l’Hêtre[19], Musée Michel Ciry Varengeville-sur-Mer.

## Publications
- Abysses, juin 1991[20]
- Interpellations, mai 1992[21]
- Les Epaves Reconnues, mai 1992[22]
- Le Monde Immobile, mai 1992[23]
- Apparence/Reflets, novembre 2015[24]
- Claire-Voie, octobre 2017[25]
- Par-dessus Par-dessous, album de lithographies (trilogie Bleu Or Rose), 2017[26]
- Haut delà, album de lithographies (trilogie Bleu Or Rose), 2017[27]
- Kimaniki, album de lithographies (trilogie Bleu Or Rose), 2019[28]
- L'Identité d’un Peintre, novembre 2019[29]
- Le Théâtre des Objets, août 2020[30]
- « Retour au pays pour Maïlys Seydoux-Dumas », Le Courrier de l'ouest, Saumur, 19 novembre 2021 (lire en ligne).